# Matangi
U hinduizmu, Matangi (मातंगी) božica je mudrosti, umjetnosti i glazbe te jedna od deset Mahavidya („velike mudrosti”). Oblik je Šivine supruge Parvati u tantri, ali je slična Sarasvati jer je „pokroviteljica” umjetnosti. Poklonici koji ju štuju smatraju da im može podariti nadnaravne moći, ali je ona veoma često povezivana s ritualnom nečistoćom.
Kao božica nečistoće i odbačenih ljudi, Matangi je zvana Uchchhishta-Chandalini i Uchchhishta-Matangini. Za žrtvu joj nude djelomično pojedenu hranu (uchchhishta) neopranim rukama. Matangi se često prikazuje kao žena zelene kože. U obliku zvanom Raja-Matangi, ona je prikazana s veenom.
Tekst Shyamaladandakam spominje Matangi kao kćer mudraca Matange. Ponekad se Matangi smatra suprugom velikog boga Ganeše, koji je opisan kao sin Šive i Parvati.